# Moulaye Haïdara
Moulaye Haïdara (* 1. August 2006) ist ein malischer Fußballspieler.

## Karriere
Haïdara begann seine Karriere bei Yeelen Olympique. Im August 2025 wechselte er nach Österreich zur zweiten Mannschaft des SK Rapid Wien, bei dem er einen bis 2027 laufenden Vertrag erhielt.
Sein Debüt in der 2. Liga gab er im selben Monat, als er am dritten Spieltag der Saison 2025/26 gegen den SV Austria Salzburg in der Startelf stand.